# Botohili
Botohili is een bestuurslaag in het regentschap Nias Selatan van de provincie Noord-Sumatra, Indonesië. Botohili telt 575 inwoners (volkstelling 2010).